# Jan Eriksson
Pour les articles homonymes, voir Eriksson.
Jan Eriksson (né le 24 août 1967 à Sundsvall) est un footballeur suédois.

## Biographie
Ce défenseur central reçoit 35 sélections en équipe de Suède entre 1990 et 1994. Il marque 4 buts pour les Vikings dont 2 lors du Championnat d'Europe des nations 1992 contre la France (1-1) et l'Angleterre (2-1), deux buts marqués de la tête. Il est aussi sélectionné pour la Coupe du monde 1990 mais sans entrer en jeu.

## Clubs
- 1974-1980 :  - GIF Sundsvall
- 1980-1986 :  - IFK Sundsvall
- 1987-1990 :  - AIK Solna
- 1991-1992 :  - IFK Norrköping
- 1992-1994 :  - FC Kaiserslautern
- 1994-1995 :  - AIK Solna
- 1995-1996 :  - Servette FC
- 1996 :  - Helsingborgs IF
- 1997-1998 :  - Sunderland
- 1998-1999 :  - Tampa Bay Mutiny

## Palmarès
- Vainqueur de la Coupe de Suède en 1991